# Born Too Late (Lied)
Born Too Late ist ein Lied der Traditional-Doom-Band Saint Vitus. Das Lied wurde 1986 auf dem gleichnamigen Album der Band veröffentlicht. Anfänglich kaum beachtet, entwickelte sich Born Too Late zu einem der einflussreichsten und bedeutendsten Stücke des Doom Metal.

## Hintergrund und Veröffentlichungen
Seit dem Jahr 1984 beim Hardcore-Punk-Label SST Records unter Vertrag und vor einem entsprechenden im Vorprogramm bekannter Hardcore-Punk-Bands aufgetreten, wandte sich Sänger Scott Reagers an den Gitarristen und Bandleader Dave Chandler mit dem Wunsch, Saint Vitus zu verlassen. Reagers war nicht gewillt, die wiederholten, teilweise körperlichen Auseinandersetzungen mit dem Publikum und den anhaltenden kommerziellen Misserfolg in der Metal- und Punkszene fortzusetzen. Überredet, ein weiteres Album aufzunehmen und auf Tour zu gehen, kehrte Reagers der Band im April 1986 den Rücken, nachdem ihn seine Mitmusiker während der Tour auf einem Rastplatz vergessen hatten. Zu diesem Zeitpunkt hatte die Gruppe bereits große Teile des Albums geschrieben und mit den Aufnahmen begonnen. Den Text zum Stück Born Too Late hatten Reagers und Chandler noch gemeinsam verfasst. Die Musik schrieb Chandler hingegen allein. Ein nicht namentlich bekannter, als gemeinsamer Freund benannter Dritter stellte nach Reagers’ Ausscheiden den Kontakt zum Sänger Scott „Wino“ Weinrich her. Weinrich, der selbst einen ähnlichen Hintergrund wie die Band hatte, sich kulturell dem Punk verbunden fühlte und mit seiner kurz zuvor aufgelösten Band The Obsessed langsamen Hard Rock vor einem Hardcore-Punk-Publikum spielte, stieg bereitwillig als Sänger in die Band ein. Saint Vitus probten bald mit Weinrich in einem Hinterhof-Schuppen in Lomira, spielten Konzerte und machten sich daran, die begonnenen Aufnahmen abzuschließen. Für die Fortsetzung der Aufnahmen des Albums bestand Saint Vitus somit aus dem Gitarristen Chandler, dem Sänger Weinrich, dem Bassisten Mark Adams und dem Schlagzeuger Armando Acosta. Bereits aufgenommene Gesangspassagen von Reagers wurden komplett verworfen, seine Texte behielt die Band jedoch bei. Die Aufnahmen mit Weinrich fanden im Total Access Studio in Redondo Beach mit dem Musikproduzent Joe Carducci statt, als Tontechniker unterstützten Mike Lardie und Jim Mancuso die Aufnahmen. Das Album Born Too Late mit dem Titelsong als erstem Song erschien so schon wenige Monate nach der Trennung von Reagers.

## Musik
Das 6:52 Minuten lange Born Too Late ist im 4/4-Takt auf dem Grundton Gis-Dur und hat ein Tempo von 74BpM geschrieben. Neben der rauen, an Blues und Punk erinnernden Klangfarbe des Gesangs gilt das Gitarrenspiel Dave Chandlers als markant. Die „gewaltigen, schmetternden Riffs“ klängen, analog zum Gitarrenspiel von Tony Iommi und Jimi Hendrix, „täuschend einfach“ und seien dennoch kaum zu adaptieren. Weinrichs Bariton ergänzt Chandlers dröhnend, verzerrtes Gitarrenspiel zu einem eigenen Klang, der das Spektrum des Doom Metal prägte. Der inbrünstig leidenschaftliche Gesang weiche dabei immer wieder leicht von „der Notenhauptlinie“ ab, was „Charme“ ausstrahle und der Musik „eine eigene Note“ verleihe.

## Text
Das Stück sollte „die bittere Beziehung von Saint Vitus zum Rest der Welt […] zum Ausdruck“ bringen. Damit nimmt Born Too Late eine Sonderstellung auf dem Album ein, das ansonsten von Sucht, Depression und Krieg, in Form von Antikriegsliedern, handelt. Born to Late gilt dabei als perfektionierter Ausdruck subjektiver Entfremdung, die in direktem Bezug zur Gegenwart und Identität der Band bewertet wird.
Der aus der Ich-Perspektive verfasste Text über die persönliche Entfremdung in der Gesellschaft wird ohne Trennung zwischen den Autoren Chandler und Reagers, des Sängers Weinrich und des Ich-Erzählers als Ausdruck tiefer Authentizität betrachtet. So werden Teile des Textes als Hinweise auf Konflikte mit der Punk- und Metalszene gewertet. Die Zeile „They say my songs are much too slow“ wird als Bezug auf den Metal wahrgenommen. Zum schnellen Mitte der 1980er in der Szene prägenden Thrash Metal stand das langsame Spiel von Saint Vitus im direkten Kontrast. Ebenso waren die introspektiven Texte nicht mit dem Hedonismus des popkulturell erfolgreichen Glam Metal übereinzubringen. Mit „They talk about my length of hair“  würde hingegen der schon äußerlich eskalierende Konflikt zwischen Metal und Punk verdeutlicht, während der Text von Anfang an auf eine allgemeine gesellschaftliche Ablehnung und das Gefühl der eigenen Fremdheit in der Welt verweist. In der letzten der drei Strophen, in je zwei Paarreimen verfasst sind, folgt als Quintessenz aus der dauerhaften Ablehnung der Bruch der Persönlichkeit. Nachdem der Ich-Erzähler auf alle seltsam gewirkt habe, sei etwas in ihm gestorben und er könne sich nur auf einen verrückten Blick zurückziehen. Im Refrain, der in einem unsauberen Kreuzreim verfasst ist, und damit im Zentrum sowie am Ende des Stücks steht, wird die finale Selbsterkenntnis und Selbstoffenbarung als Außenseiter platziert.

„I know I don‘t belong

And there’s nothing I can do

I was born too late

And I’ll never be like you“

„Ich weiß, ich gehöre nicht dazu,

und ich kann nichts dagegen tun.
 
Ich wurde zu spät geboren

Und ich werde nie so sein wie du“

## Rezeption und Bedeutung
In der breiten Rezeption, die das zunächst wenig beachtete Album nach Jahren erfahren hat, wird das Titelstück oft hervorgehoben. Es gilt als „Meilenstein“ des Doom Metals, als „inoffizielle Hymne“ der Band und der Doom-Metal-Szene sowie des Außenseitertums insgesamt. Nick Ruskel schrieb in seiner für das Magazin Kerrang verfassten Liste The story of doom metal in 29 songs ebenfalls, dass dieses Stück bereits ohne das Album „wahrhaft bedeutend“ für die Geschichte des Doom Metals sei. Aleksey Evdokimov führt in seinem Nachschlagewerk Doom Metal Lexicanum aus, dass der Song das Konzept und die Ideologie der Band und des gesamten Genres definiert habe. So führen Axl Rosenberg und Christopher Krovatin in ihrer Enzyklopädie des Metals Hellraisers das Stück Born Too Late als einen der Titel auf, die am Doom Metal interessierte Personen kennenlernen sollten. Der Einfluss auf den Traditional Doom, das Spektrum des Doom Metals und darüber hinaus wird meist dem Album zugesprochen. Es habe eine Vielzahl von Persönlichkeiten der Popkultur inspiriert und Interpreten sowie Subgenre im Metal und Alternative wie Sludge, Grunge, Stoner-Rock und Stoner Doom mit beeinflusst.